# Power Play (álbum)
Power Play es el décimo álbum de estudio de la banda de rock canadiense April Wine publicado en 1982. Power Play no obtuvo el reconocimiento de la crítica como en su álbum anterior, pero los sencillos “Enough is Enough” y “If You See Kay” lograron posicionarse en la lista del Billboard Hot 100 por varias semanas, mientras que el álbum alcanzó el puesto 37 de la lista del Billboard 200 y permaneció allí por 20 semanas.

## Lista de canciones
Todas las canciones fueron escritas por Myles Goodwyn, excepto donde se indica lo contrario.
1. “Anything You Want, You Got It” - 4:45
2. “Enough is Enough” - 4:04
3. “If You See Kay” (David Freeland) - 3:51
4. “What if We Fall in Love” - 3:51
5. “Waiting on a Miracle” - 4:06
6. “Doin' It Right” (Tom Lavin) - 3:43
7. “Ain't Got Your Love” - 3:43
8. “Blood Money” - 5:22
9. “Tell Me Why” (John Lennon y Paul McCartney) - 3:16
10. “Runners in the Night” - 5:15

## Formación
- Myles Goodwyn - voz, guitarra y teclados.
- Brian Greenway - voz y guitarra
- Gary Moffet - guitarra y coros
- Steve Lang - bajo y coros
- Jerry Mercer - batería y coros